# Ibn al-Hajsam
Abu Ali Hasan Ibn al-Hajsam, Alhazen, Ibn al-Hajtam (ur. 965 w Al-Basrze, zm. 1038 w Kairze) – arabski fizyk i matematyk. Urodził się w Al-Basrze w Mezopotamii, ale naukową pracę prowadził pod mecenatem Fatymidów w Egipcie.

## Dorobek badawczy

### Optyka
Zajmował się teorią światła, załamywaniem i rozszczepianiem się promieni słonecznych. Opracował matematyczne podstawy optyki. Jego najważniejsze dzieło to Al-Manzir (Optyka, przetłumaczona na łacinę przez nieznanego tłumacza już ok. roku 1200). Najważniejsze osiągnięcia:
- Wytłumaczył proces widzenia, stwierdzając, że widziane przedmioty świecą lub odbijają promienie światła z innego źródła.
- Wyjaśnił zjawiska brzasku i zmierzchu jako efekt załamania światła słonecznego w atmosferze, gdy Słońce jest mniej niż 19° pod horyzontem.
- Z badań refrakcji wywnioskował, że atmosfera Ziemi ma skończoną wysokość i oszacował ją na 15 km.
- Jako pierwszy opisał konstrukcję ciemni optycznej.
- Uznał, że prędkość światła jest skończona[2].

### Matematyka
Badał również problemy geometrii oraz teorii liczb.
- Wysunął hipotezę (udowodnioną później przez Eulera) na temat parzystych liczb doskonałych.
- Rozwiązywał równania diofantyczne przy użyciu chińskiego twierdzenia o resztach oraz twierdzenia Wilsona.
- Napisał pracę na temat pól powierzchni ograniczonych przez dwa przecinające się okręgi. Używając ich, podjął próbę kwadratury koła.

Z jego prac korzystali m.in. polski uczony Witelon oraz niemiecki matematyk, astronom i fizyk Johannes Kepler.

## Upamiętnienie
Jego imieniem nazwano planetoidę (59239) Alhazen oraz krater Alhazen na Księżycu.